# Dietrich von Tettau
Dietrich von Tettau (* 30. März 1654; † 3. April 1730 in Königsberg) war ein preußischer Geheimer Etats- und Kriegsminister.

## Leben
Dietrich von Tettau war Angehöriger des preußischen Adelsgeschlechts von Tettau. Seine Eltern waren der Kanzler des Herzogtums Preußen und Präsident des Oberappellationsgerichts Hans Dietrich von Tettau (1620–1687) und Dorothea von Borcke († 1689). Der preußische Geheime Etats- und Kriegsminister Friedrich von Tettau (1664–1748) und der preußische Generalmajor Daniel von Tettau (1670–1709) waren seine Brüder.
Er begann seine Laufbahn noch im Herzogtum Preußen, wo er auch die Güter Wicken und Schönbruch besaß. Er war preußischer Landrat und Landdrost zu Schaaken. Im Jahre 1711 wurde er Obermarschall und 1719 Oberburggraf im Königreich Preußen. Im Juni 1726 wurde er Ritter des Schwarzen Adlerordens. Er war Geheimer Etats- und Kriegsminister sowie Präsident des Pupillen- und Commerzkollegiums.
Tettau war seit 1699 mit Katharina von Dönhoff (1669–1752) verheiratet. Sie war die Witwe des kurbrandenburgischen Generalmajors und Amtshauptmanns von Tilsit Johann Friedrich von Schlieben (1630–1696) sowie Tochter des Graf Gerhard von Dönhoff (1632–1685), polnischer und schwedischer Kammerherr, polnischer Reichsbannerträger, litauischer Mundschenk und Truchsess sowie Starost zu Telsen, und der Anna Beate von Goldstein (1645–1675).